# Hawk Ostby
Hawk Ostby (* 1966 als Haakon Nygaard-Østby in Indien) ist ein norwegisch-US-amerikanischer Drehbuchautor und Fernsehproduzent, der durch Kinofilme wie Children of Men, Iron Man oder Cowboys & Aliens international bekannt wurde. Mit seinem Kollegen Mark Fergus entwickelte er 2015 die Serie The Expanse fürs Fernsehen.

## Leben und Karriere
Hawk Ostby wurde als Sohn eines Norwegers und einer Inderin in Indien geboren. Aufgewachsen ist er dann in Nostrand und Slemdal in Oslo. Seine Schwestern kamen in Schweden zur Welt. Ostby zog mit 15 Jahren nach Malaysia und später nach Singapur, seit seinem 19. Lebensjahr lebt er in den Vereinigten Staaten. Erste Skripte entstanden während der Arbeit als Angestellter in einem Kabel-TV Showtime Network in New York City.
Seit Anfang der 2000er Jahre ist Ostby im Filmgeschäft als Drehbuchautor tätig. Sein Durchbruch gelang ihm 2003 zusammen mit Mark Fergus für die Kinoproduktion Consequence von Regisseur Anthony Hickox. 2006 schrieb er dann zusammen mit Fergus das Drehbuch für den Guy-Pearce-Thriller First Snow. Mark Fergus führte bei dem Film auch Regie. Für Alfonso Cuaróns Science-Fiction-Drama Children of Men mit Clive Owen in der Hauptrolle erhielt er 2007 zusammen mit Cuarón, Mark Fergus, David Arata und Timothy J. Sexton eine Oscar-Nominierung in der Kategorie Bestes adaptiertes Drehbuch. 2008 arbeitete er darüber hinaus gemeinsam mit Fergus und einigen anderen Autorenkollegen an der Marvel-Verfilmung Iron Man mit Robert Downey Jr. Im Jahr 2011 teilte er sich mit sechs weiteren Drehbuchautoren die Credits zum Science-Fiction-Film Cowboys & Aliens in der Besetzung Daniel Craig, Harrison Ford und Olivia Wilde.
2015 engagierte sich Ostby bei zehn Folgen als Drehbuchautor und Produzent für die Mystery-Science-Fiction-Fernsehserie The Expanse mit Thomas Jane, entwickelt von ihm und seinem Kollegen Mark Fergus.

## Auszeichnungen
- 2007: Oscar-Nominierung in der Kategorie Bestes adaptiertes Drehbuch bei der Verleihung 2007 für Children of Men zusammen mit Alfonso Cuarón, Timothy J. Sexton, Mark Fergus und David Arata

## Filmografie

### Kino
als Drehbuchautor
- 2003: Consequence
- 2006: First Snow
- 2006: Children of Men
- 2008: Iron Man
- 2011: Cowboys & Aliens
- 2019  The Last Vermeer

### Fernsehen
als Drehbuchautor
- 2015: The Expanse (Fernsehserie, 10 Episoden)

als Produzent
- 2015: The Expanse (Fernsehserie, 10 Episoden)